# Мырзашол
Мырзашол (каз. Мырзашөл, до 2000 г. — Гвардейское) — село в Жетысайском районе Туркестанской области Казахстана. Входит в состав Жанааульского сельского округа. Код КАТО — 514453200.

## Население
В 1999 году население села составляло 833 человека (408 мужчин и 425 женщин). По данным переписи 2009 года, в селе проживали 1454 человека (729 мужчин и 725 женщин).